# Коптска католическа църква
Коптската католическа църква е Източнокатолическа църква, свързана с Римокатолическата църква с около 197 хиляди вярващи в Египет. Глава е коптско-католическият патриарх от Александрия със седалище в Кайро – Антоний Нагиб (до смъртта си през 2022 г.).
През 1741 г. коптският епископ на Йерусалим Амба Атанасий се присъединява с около 2000 вярващи към Рим и папа Бенедикт XIV.
Диоцези:
- Епархия Александрия
- Епархия Гизе
- Епархия Луксор
- Епархия Миния
- Епархия Асиут
- Епархия Сохаг
- Епархия Исмайлиах